# Jegenstorf
Jegenstorf és un municipi del cantó de Berna (Suïssa), situat al districte de Fraubrunnen.